# Teresa Polias
 Teresa Polias (* 16. Mai 1990 in Darlinghurst, New South Wales, Australien) ist eine pausierende australische Fußballnationalspielerin, die im Mittelfeld spielt. Im Januar 2013 gewann sie mit Sydney FC das Grand Final um die australische Meisterschaft, was 2019 wiederholt werden konnte. 2007 wurde sie erstmals in der australischen Fußballnationalmannschaft der Frauen eingesetzt.

## Werdegang

### Vereine

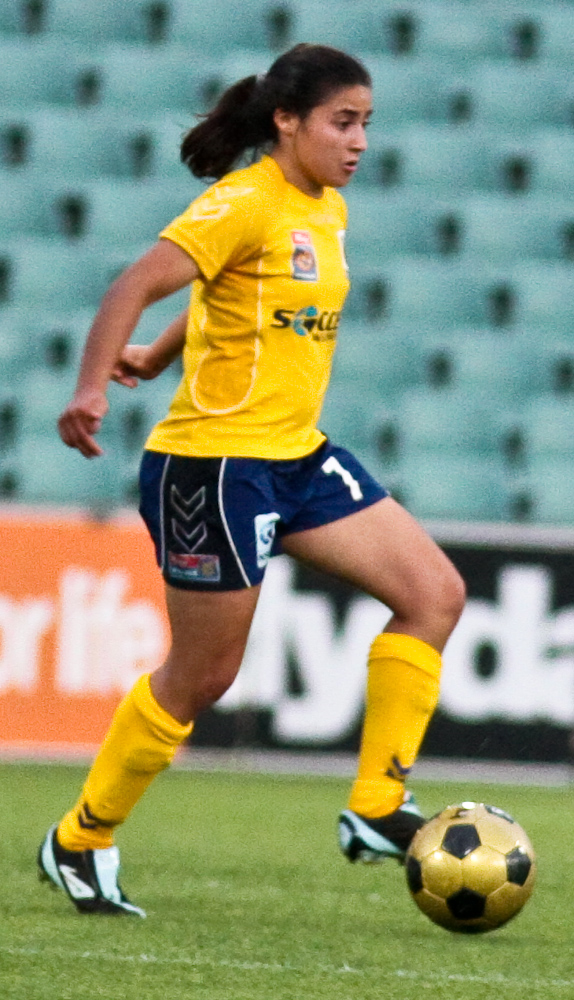
Polias im Trikot der Central Coast Mariners

Die in einem Stadtteil von Sydney geborene Polias begann bei der 2008 bei den Central Coast Mariners aufgestellten Frauenmannschaft in einem nördlichen Vorort von Sydney. Das Team spielte zwei Jahre in der neu gegründeten W-League, stellte dann aber den Spielbetrieb aus finanziellen Gründen ein. Polias wechselte daraufhin zum Sydney FC. Am Ende der Punktspielrunde stand Sydney auf Platz 1 und erreichte dann auch das Grand Final gegen Brisbane Roar, verlor dies aber mit 1:2. In der folgenden Saison trafen beide bereits im Halbfinale aufeinander. Sydney führte bis zur 90. Minute mit 1:0, dann gelang Brisbane noch der Ausgleich und Sydney verlor zudem Kyah Simon durch eine Gelb-rote Karte. In Unterzahl überstanden sie die dann zwar die 30 Minuten der Verlängerung, da es dann aber immer noch 1:1 stand, musste das Elfmeterschießen entscheiden. Polias und eine Mitspielerin sowie eine Spielerin aus Brisbane scheiterten als einzige Schützinnen und ihrer Mannschaften und Sydney verpasste damit das Grand Final. Sydney erreichte dann 2013, als sie in jedem Spiel jede Minute spielte, erneut das Grand Final, diesmal gegen Melbourne Victory und konnte diesmal gewinnen. Ein Jahr später konnte sich Melbourne im Halbfinale revanchieren und Sydney durch ein 3:2 den erneuten Finaleinzug verwehren. Und auch im folgenden Jahr war im Halbfinale Endstation, diesmal gegen Perth Glory. Erst 2019 konnte dann wieder das Finale gewonnen werden, durch einen 4:2-Sieg gegen Perth Glory. Dabei war sie Kapitänin ihrer Mannschaft und verpasste keine Minute.
Im August 2021 teilte sie mit, eine Fußballpause einzulegen um eine Familie zu gründen und bei gegebener Zeit zu entscheiden ob sie weiter Fußball spielen will.
Von August 2022 bis Juli 2023 spielte sie für Sydney Olympic in der New South Wales NPL Women.

### Nationalmannschaften
Am 4. August 2007 wurde sie gegen Hongkong erstmals in der Nationalmannschaft eingesetzt. Für die einen Monat später stattfindende WM 2007 wurde sie aber nicht nominiert. Bis zur Fußball-Asienmeisterschaft der Frauen 2014, für die sie dann wieder nominiert wurde, kam sie nur zu einem weiteren Länderspiel. Bei der Meisterschaft, bei der Australien den Titel nicht verteidigen konnte, wurde sie auch nur im zweiten Gruppenspiel gegen Jordanien eingesetzt.
Im März 2015 nahm sie mit Australien am Zypern-Cup 2015 teil, wo sie beim 1:0 gegen die Niederlande, beim 3:0 gegen Finnland und dem 6:2 im Spiel um Platz 5 gegen Tschechien in der Startelf stand. Am 12. Mai 2015 wurde sie für den australischen WM-Kader 2015 nominiert. Bei der WM wurde sie aber nicht eingesetzt. Für die Olympischen Spiele 2016 und die Asienmeisterschaft 2018 wurde sie nicht nominiert. Im Januar 2019 wurde sie dann für den Cup of Nations nominiert. Sie wurde dort auch beim 2:0-Sieg gegen Neuseeland eingesetzt. Danach wurde sie noch nicht wieder berücksichtigt.

## Erfolge
- Gewinn der australischen Meisterschaft: 2012/2013, 2018/2019
- Cup-of-Nations-Siegerin 2019